# یوکیکو یونو
یوکیکو یونو (انگلیسی: Yukiko Ueno؛ زادهٔ ۲۲ ژوئیهٔ ۱۹۸۲) بازیکن سافت‌بال اهل ژاپن است. .